# محوطه مریان کوشنی
محوطه مریان کوشنی مربوط به دوران‌های تاریخی پس از اسلام است و در شهرستان طوالش، بخش مرکزی، روستای مریان واقع شده و این اثر در تاریخ ۱۶ شهریور ۱۳۸۳ با شمارهٔ ثبت ۱۱۱۲۳ به‌عنوان یکی از آثار ملی ایران به ثبت رسیده است.